# Junji
Junji (jap. じゅんじ, ジュンジ) – męskie imię japońskie.

## Możliwa pisownia
Junji można zapisać, używając wielu różnych znaków kanji i może znaczyć m.in.:
- 純二, „czysty, dwa”
- 純次, „czysty, następny”
- 純治, „czysty, rządzić”
- 淳司, „czysty, przepis”
- 淳次, „czysty, następny”
- 準二, „odpowiadać, dwa”
- 准次, „współpracownik, następny”
- 順二, „być posłusznym, dwa”
- 順治, „być posłusznym, rządzić”
- 潤次, „wilgoć, następny”

## Znane osoby
- Junji (淳児), były basista japońskiego zespołu lynch.
- Jun-ji, były perkusista japońskiego zespołu Acid Black Cherry
- Junji Ito (潤二), japoński mangaka
- Junji Kinoshita (順二), japoński dramaturg
- Junji Majima (淳司), japoński seiyū
- Junji Nishimura (純二), japoński reżyser anime i producent
- Junji Sakamoto (順治), japoński reżyser filmowy
- Junji Shimizu, japoński reżyser anime
- Junji Takada (純次), japońsi aktor i komik
- Junji Yamaoka, japoński seiyū

## Fikcyjne postacie
- Junji Manda (じゅんじ), bohater anime Ojamajo Doremi